# Dan Perrault
Dan Perrault es un escritor y productor de televisión estadounidense. Es mejor conocido por la serie de televisión American Vandal, por la que ganó un premio Peabody.

## Carrera
En 2011, Perrault cofundó la productora Woodhead Entertainment junto con su socio escritor, Tony Yacenda, y su socio productor, Sean Carrigan.
En 2016, Perrault se desempeñó como cocreador, escritor y productor ejecutivo de la serie de True Crime y falso documental, American Vandal en Netflix.
En 2021, Universal Pictures compró los derechos del guion original de Perrault, Strays. Josh Greenbaum dirige con Phil Lord y Christopher Miller como productores.
También en 2021, Perrault se desempeñará como cocreador, escritor y productor ejecutivo en Paramount+, para Players, junto con su socio escritor desde hace mucho tiempo, Tony Yacenda.

## American Vandal
Perrault creó, escribió y fue productor ejecutivo de la temporada 1 de American Vandal y regresó para la temporada 2. Vandal fue el programa más maratoneado en Netflix en 2017. El 19 de abril de 2018, American Vandal ganó el Premio Peabody de Entretenimiento 2017. En julio de 2018, fue nominada a un premio Primetime Emmy.

## Filmografía
| Año     | Título          | Papel    | Notas        |
| ------- | --------------- | -------- | ------------ |
| 2017-18 | American Vandal | Creador  | 16 episodios |
| 2022    | Players         | Creador  | 10 episodios |
| 2023    | Strays          | Escritor |              |